# Ундурга
Ундурга́ — река в Забайкальском крае России, правый приток реки Белый Урюм. Длина реки составляет 101 км, площадь водосбора — 2180 км².
Исток реки расположен на северном склоне Шилкинского хребта. Продолжительность ледостава составляет 170—195 дней: река обычно покрыта льдом с конца октября по конец апреля.